# Prigioniera di una vendetta
Prigioniera di una vendetta (in inglese: Maximum Exposure) è una miniserie TV italo-franco-spagnola del 1990.
È composta da 4 episodi, di cui i primi due episodi diretti dal regista francese Jeannot Szwarc, mentre gli ultimi due dall'italiano Vittorio Sindoni. Ogni episodio è stato girato in uno stato diverso: il primo in Portogallo, il secondo in Brasile, il terzo in Italia e il quarto in Spagna.
Per la parte italiana, la produzione venne affidata alle società Reteitalia e Silvio Berlusconi Communications. La serie venne in seguito trasmessa sulle reti Mediaset.
Nel 2013 è stata replicata dai canali For You e TOP Crime.

## Trama
Laura è una fotografa francese sposata con Roland, medico, ed hanno un figlio. Poi Roland muore in un incidente d'auto in Africa. Dopo qualche tempo Laura viene avvicinata da uno sconosciuto che le chiede aiuto e le rivela che il marito in realtà è stato ucciso. Poi accortosi di essere seguito, le consegna un negativo e fugge per essere subito investito da un'auto. Laura dopo aver stampato la foto identifica uno degli uomini ritratti: si tratta di Santos, portoghese, armatore e intoccabile fino dai tempi della dittatura di Salazar. Laura decide di scoprire la verità sulla morte del marito e questa sua decisione la porterà in giro per il mondo e la metterà più volte in pericolo di vita.